# Pedicularis labradorica
Pedicularis labradorica là loài thực vật có hoa thuộc họ Cỏ chổi. Loài này được Wirsing mô tả khoa học đầu tiên năm 1778.